# اس‌تی‌اس-۱۲۸
اس‌تی‌اس-۱۲۸ (انگلیسی: STS-128) یکی از مأموریت‌های برنامه شاتل‌های فضایی بود که در تاریخ ۲۹ آگوست ۲۰۰۹ از پایگاه فضایی کندی به مقصد ایستگاه فضایی بین‌المللی پرتاب شد. این ماموریت توسط شاتل دیسکاوری انجام گرفت و بخشی از پروژه مونتاژ ایستگاه فضایی بین‌المللی بود.

## نگارخانه

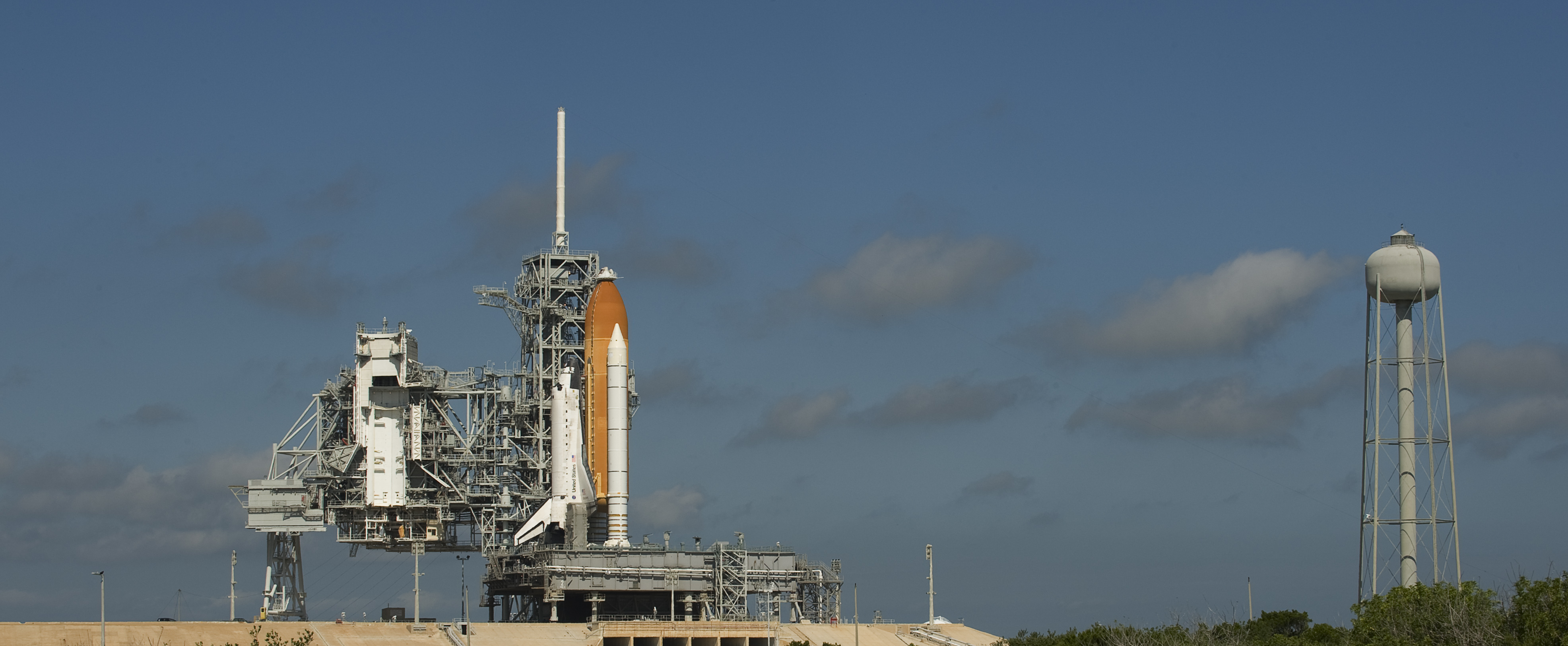
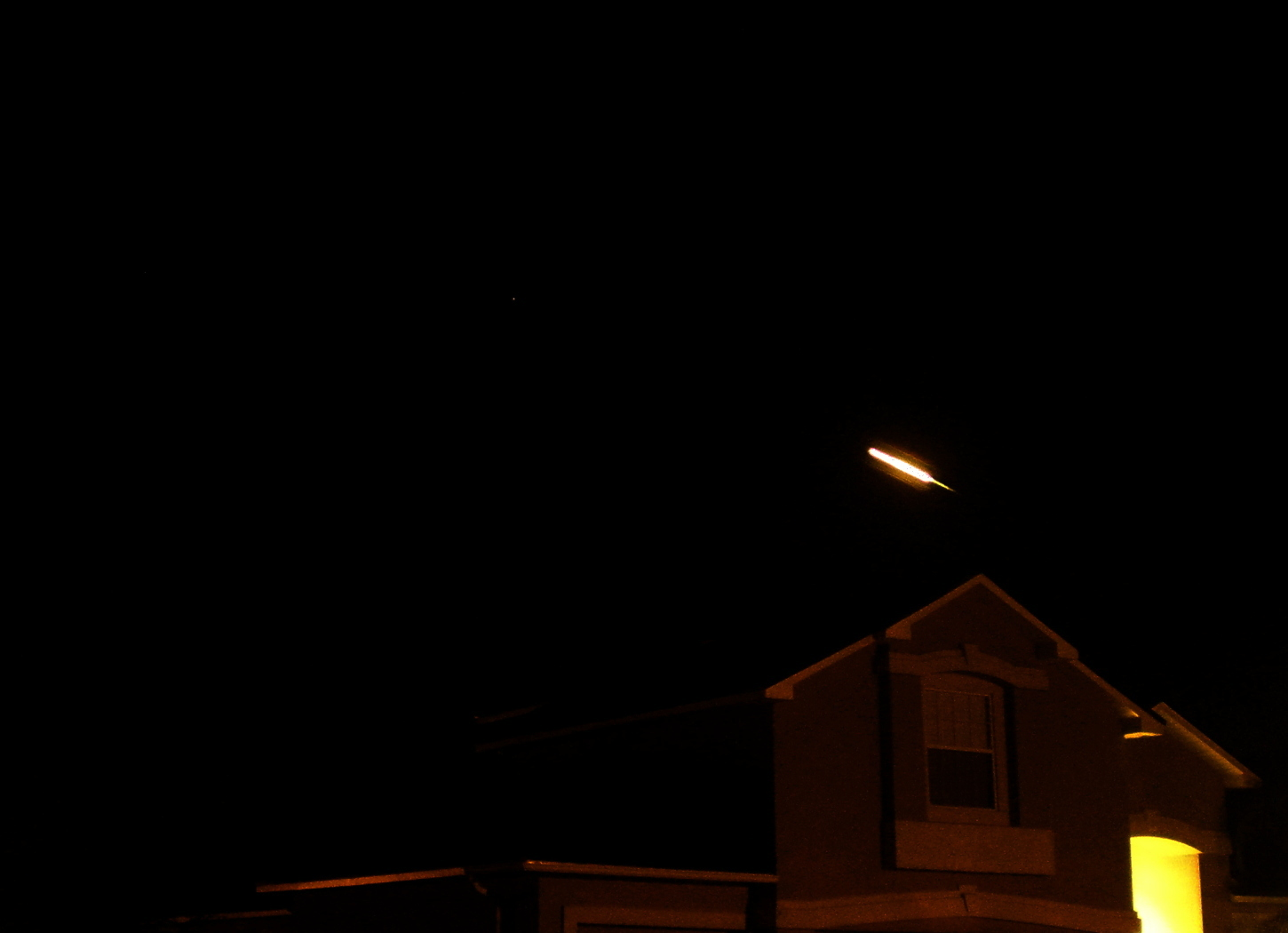
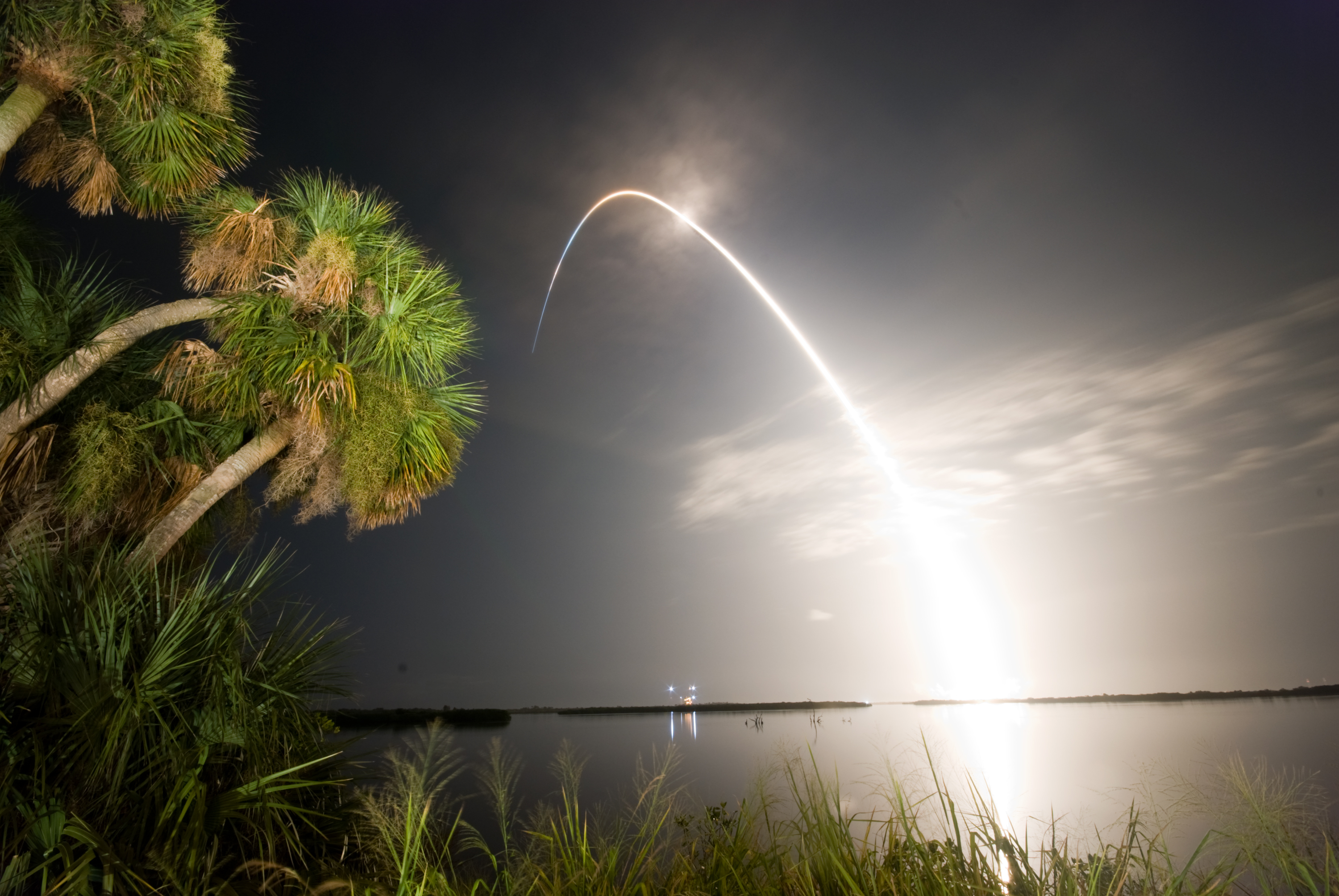
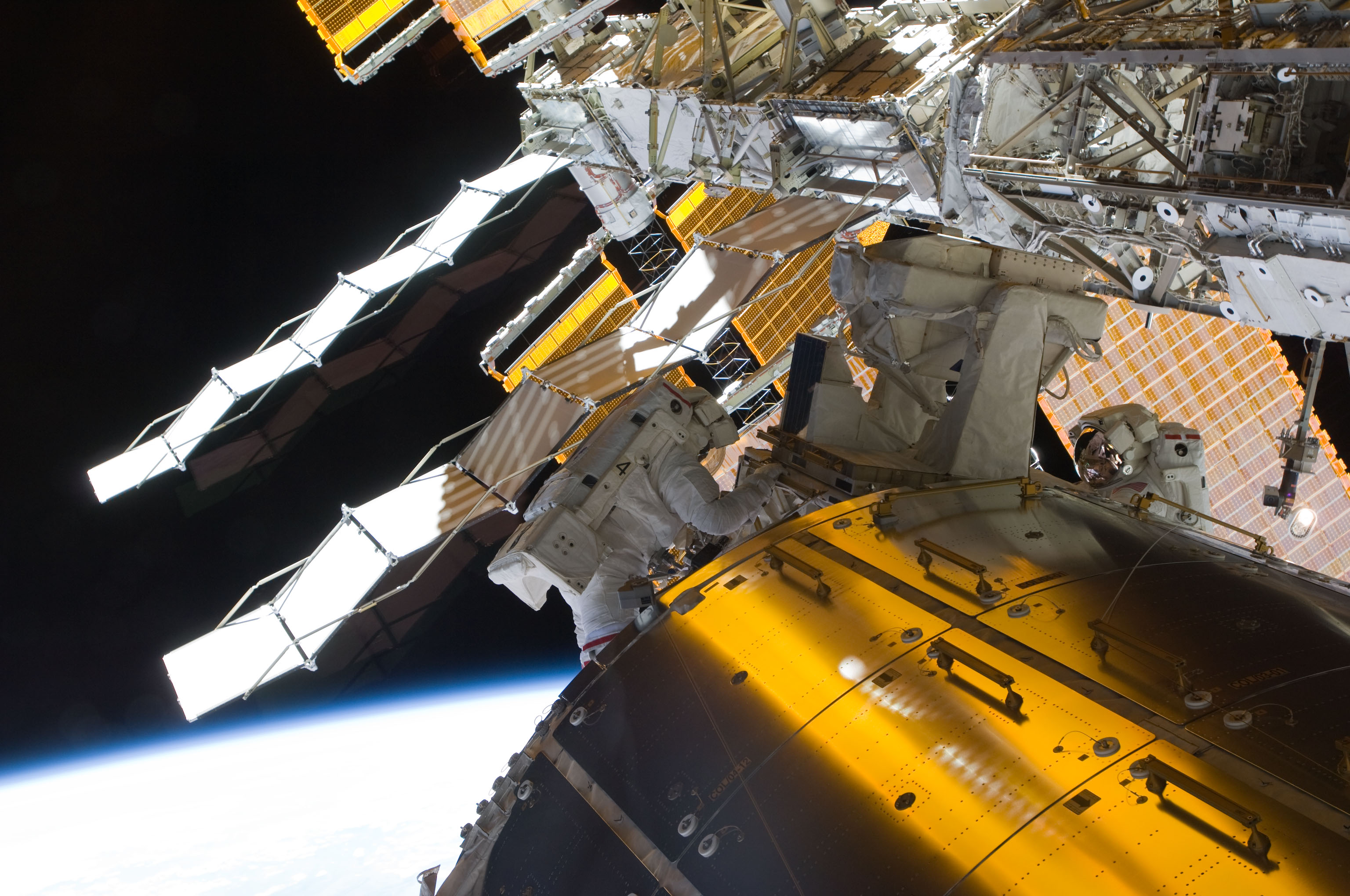
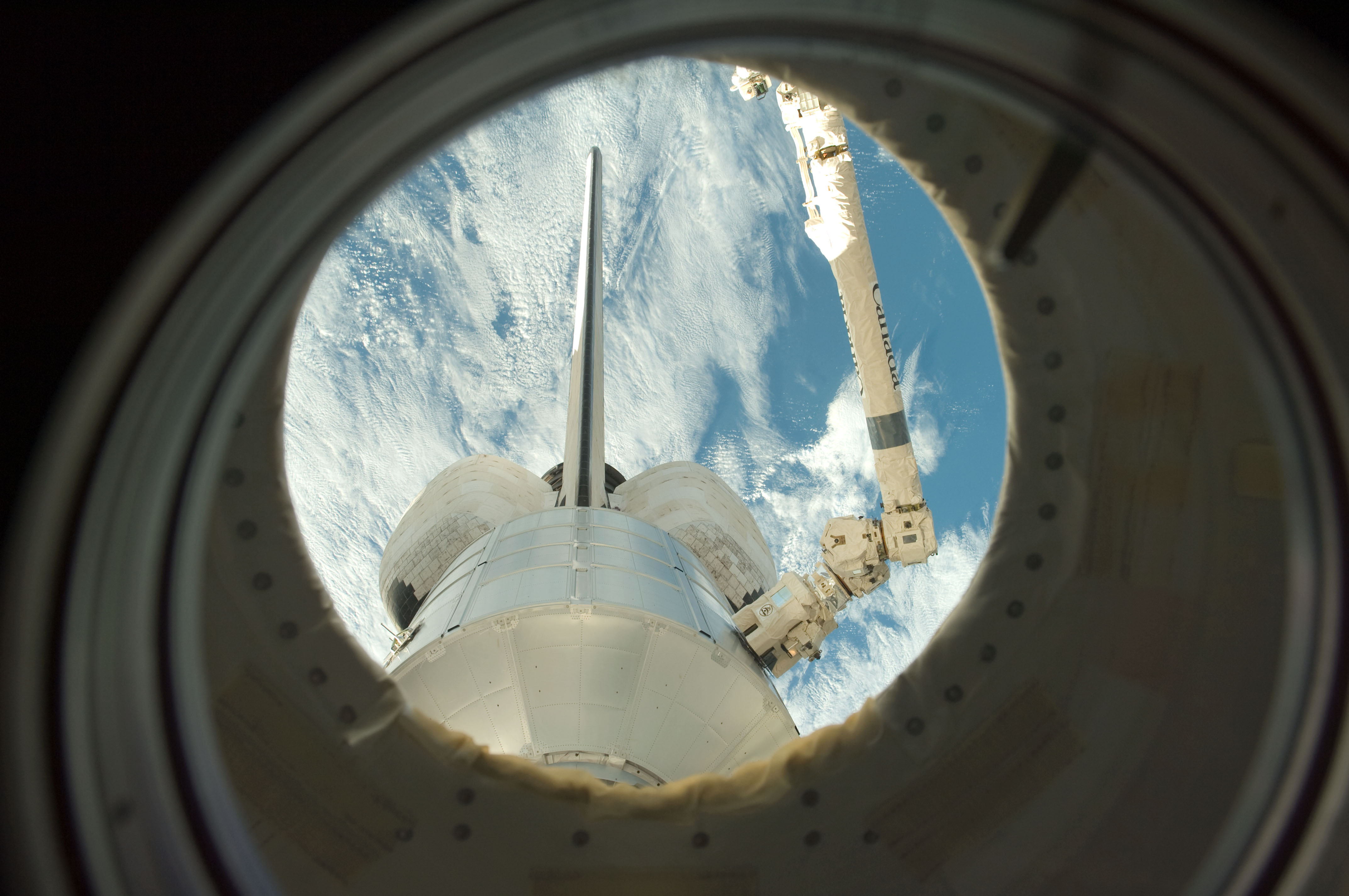